# Petro Szełest
Petro Juchymowycz Szełest (ukr. Петро Юхимович Шелест, ros. Пётр Ефимович Шелест, Piotr Jefimowicz Szelest; ur. 1 lutego?/14 lutego 1908 we wsi Andrijiwka w guberni charkowskiej, zm. 22 stycznia 1996 w Moskwie) – ukraiński polityk komunistyczny, I sekretarz KC KP(b)U (1963–1972), członek Prezydium KC/Biura Politycznego KC KPZR (1964–1973), wicepremier ZSRR (1972–1973), Bohater Pracy Socjalistycznej (1968).

## Życiorys
Urodzony w ukraińskiej rodzinie chłopskiej, początkowo pracował w sowchozie, potem był pomocnikiem maszynisty parowozu, później ślusarzem w zakładzie remontu parowozów. Od października 1923 członek Komsomołu, w latach 1927–1928 uczył się w szkole w Iziumie, w 1928 został członkiem WKP(b), 1928–1929 był uczniem szkoły partyjnej w Charkowie (nie ukończył). W latach 1930–1932 słuchacz fakultetu robotniczego Charkowskiego Instytutu Gospodarki Narodowej, 1932–1935 studiował na Wydziale Wieczorowym Mariupolskiego Instytutu Metalurgicznego, jednocześnie pracował w Mariupolu jako inżynier, a 1936–1937 służył w Armii Czerwonej. Od 1937 do sierpnia 1940 szef odlewni i produkcji oraz główny inżynier fabryki "Sierp i Mołot" w Charkowie, 1940-1941 sekretarz Komitetu Miejskiego KP(b)U w Charkowie ds. przemysłu obronnego, od grudnia 1941 do 1942 kierownik Wydziału Przemysłu Obronnego Komitetu Obwodowego WKP(b) w Czelabińsku, od 1942 do sierpnia 1943 instruktor sektora Wydziału Przemysłu Obronnego Zarządu Kadr KC WKP(b). Od sierpnia 1943 do sierpnia 1945 partyjny organizator KC WKP(b) fabryki nr 306 Ludowego Komisariatu Przemysłu Lotniczego ZSRR w Saratowie, od sierpnia 1945 do lipca 1948 zastępca sekretarza Komitetu Obwodowego WKP(b) w Saratowie ds. przemysłu lotniczego, od lipca 1948 do kwietnia 1950 dyrektor fabryki lotniczej nr 272 w Leningradzie, od kwietnia 1950 do lutego 1954 dyrektor fabryki lotniczej nr 473 w Kijowie.
Od lutego do maja 1954 II sekretarz Komitetu Obwodowego KPU w Kijowie, od maja 1954 do 1 lutego 1957 II sekretarz Komitetu Obwodowego KPU w Kijowie, od 21 stycznia 1956 do 30 stycznia 1976 członek KC KPU, od 1 lutego 1957 do 16 sierpnia 1962 I sekretarz Komitetu Obwodowego KPU w Kijowie. Od 19 lutego 1960 do 27 września 1961 zastępca członka Prezydium KC KPU, od 31 października 1961 do 1 grudnia 1975 członek KC KPZR, od 11 sierpnia 1962 do 2 lipca 1963 sekretarz KC KPU, a od 2 lipca 1963 do 25 maja 1972 I sekretarz KPU. Jednocześnie od 30 września 1961 do 25 maja 1972 członek Prezydium/Biura Politycznego KC KPU, od grudnia 1962 do lipca 1963 przewodniczący Biura KC KPU ds. przemysłu i budownictwa, od 13 grudnia 1963 do 16 listopada 1964 zastępca członka, a od 16 listopada 1964 do 27 kwietnia 1973 członek Prezydium/Biura Politycznego KC KPZR. Od 19 maja 1972 do 7 maja 1973 zastępca przewodniczącego Rady Ministrów ZSRR, w latach 1974–1985 szef biura konstruktorskiego Ministerstwa Przemysłu Lotniczego ZSRR w obwodzie moskiewskim, następnie na emeryturze. Deputowany do Rady Najwyższej ZSRR od 5 do 8 kadencji. Pochowany na Cmentarzu Bajkowa w Kijowie.
Jako I sekretarz KC KPU był zwolennikiem szybkiego wzrostu liczebnego partii i zwiększenia procentowego udziału Ukraińców wśród członków KPU. Podjął nieudaną próbę wprowadzenia ukraińskiego jako obowiązkowego języka wykładowego we wszystkich szkołach wyższych w Ukraińskiej SRR. Poza tym bronił bogactw naturalnych, jego zdaniem nadmiernie eksploatowanych przez centralne władze ZSRR. W 1966, gdy wystąpił na V Kongresie Związku Pisarzy Ukraińskich wsparł starania mające na celu odrodzenie języka narodowego, a 1970 wydał książkę Nasza Ukraino radziecka, w której m.in. ocenił pozytywnie kozacką przeszłość Ukraińców i sprzeciwił się nadmiernemu wychwalaniu roli odegranej przez Rosjan w historii Ukrainy, za co centralne władze ZSRR w Moskwie surowo go skrytykowały, a w maju 1972 odsunęły od pełnionych stanowisk; po jego odejściu w Ukraińskiej SRR nasilono rusyfikację.

## Odznaczenia
- Medal Sierp i Młot Bohatera Pracy Socjalistycznej (13 lutego 1968)
- Order Lenina (trzykrotnie)
- Order Wojny Ojczyźnianej I klasy
- Order Czerwonej Gwiazdy
- Medal „Za pracowniczą dzielność”

I inne.